# Archélaos de Priène
Pour les articles homonymes, voir Archélaos.

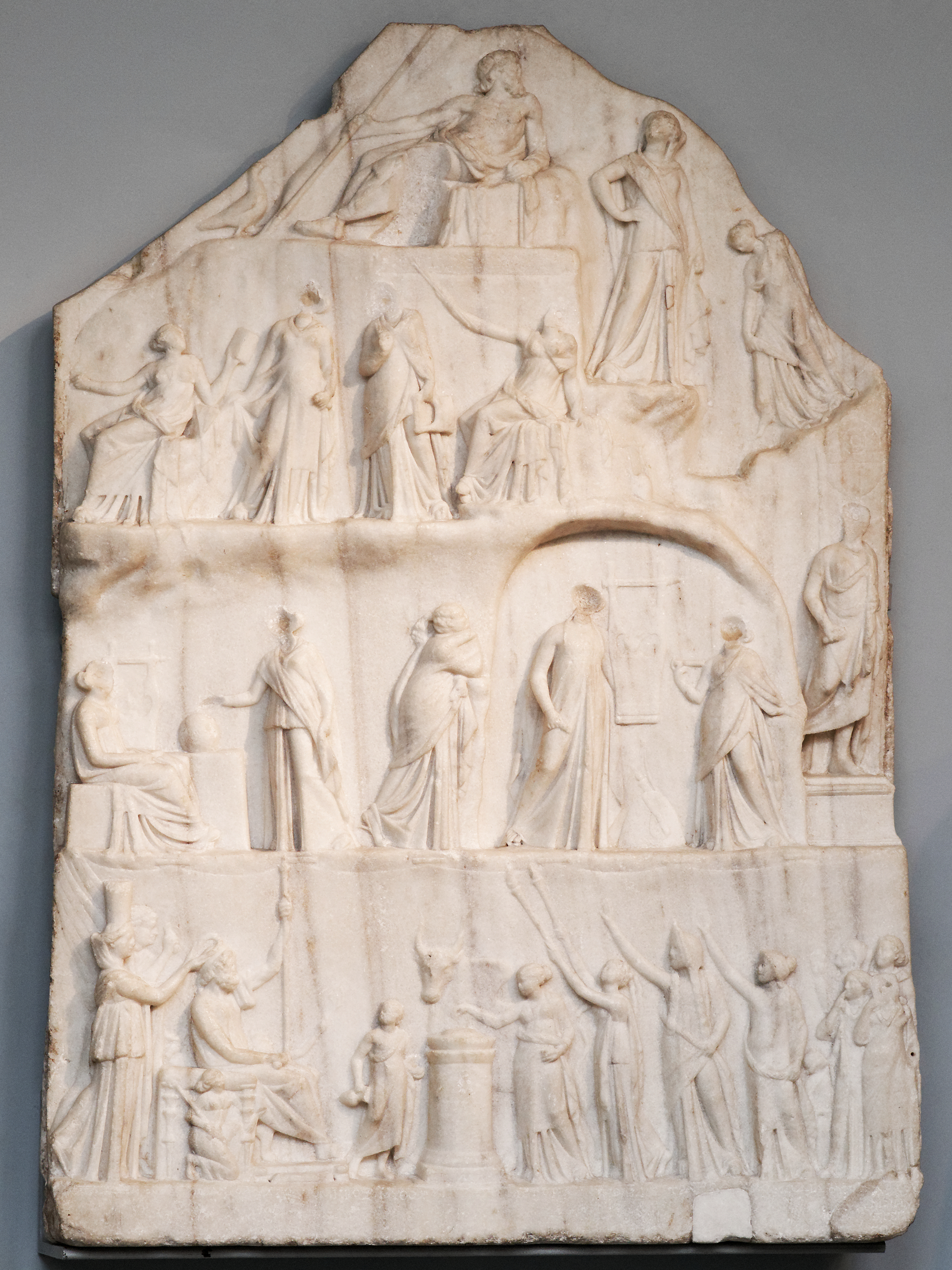
L'Apothéose d'Homère, bas-relief en marbre, Londres, British Museum.

Archélaos de Priène (en grec ancien Ἀρχέλαος Πριηνεὐς) est un sculpteur grec hellénistique de la deuxième moitié du IIIe ou du IIe siècle av. J.-C.
On ne connaît rien de lui, si ce n'est sa signature sur le relief dit de L'Apothéose d'Homère, trouvé à Bovillae en Italie et conservé au British Museum de Londres : « œuvre d'Archélaos, fils d'Apollonios, de Priène ». Longtemps daté de 125 av. J.-C. environ d'après la forme des lettres de l'inscription et les choix iconographiques de l'artiste, le relief est plutôt placé aujourd'hui vers 225-220 av. J.-C.. Il a probablement été exécuté à Alexandrie, sous le règne de Ptolémée IV Philopatôr.